# Epitoxis nigra
Epitoxis nigra är en fjärilsart som beskrevs av George Francis Hampson 1903. Epitoxis nigra ingår i släktet Epitoxis och familjen björnspinnare. Inga underarter finns listade i Catalogue of Life.